# کیمیروت
کیمیروت (به انگلیسی: Kimmirut) یک منطقهٔ مسکونی در کانادا است که در نوناووت واقع شده‌است. کیمیروت ۲٫۲۷ کیلومتر مربع مساحت و ۳۸۹ نفر جمعیت دارد و ۵۳ متر بالاتر از سطح دریا واقع شده‌است.